# Solenocentrum
Solenocentrum é um género botânico pertencente à família das orquídeas (Orchidaceae).

## Espécies
1. Solenocentrum asplundii (Garay) Garay, Opera Bot., B 9(225: 1): 229 (1978).
2. Solenocentrum costaricense Schltr., Repert. Spec. Nov. Regni Veg. 9: 163 (1911).
3. Solenocentrum lueri Dodson & R.Vásquez, Icon. Pl. Trop., II, 3: t. 300 (1989).
4. Solenocentrum maasii Dressler, Bol. Inst. Bot. (Guadalajara) 5: 83 (1998).